# Bertrand Huchet de Quénétain
Pour les autres membres de la famille, voir Famille Huchet.
Le général Bertrand Huchet de Quénetain, né le 18 juillet 1911 à La Molière, à Saint-Senoux, Ille-et-Vilaine et mort le 14 octobre 1983 à Versailles, est un général français.

## Biographie

### Carrière militaire avant 1939
Il est un ancien élève de l’École spéciale militaire de Saint-Cyr, promotion du Talifalet, 1931-1933.

### Seconde Guerre mondiale
Il fait la campagne de France au sein du 15e GRCA (groupe de Modèle:Pahe h') du 20e corps d'armée, issu du 3e régiment de hussards où il est l’officier de liaison auprès du colonel Azaïs, chef de corps.
Fait prisonnier, il s’évade. En août 1944, il est capitaine commandant au 3e escadron de reconnaissance du 3e régiment de spahis algériens de reconnaissance qui est un régiment français qui fait partie de la 3e division d'infanterie algérienne, dont la devise est « Entreprends sans crainte et tu réussiras ».

### Carrière après-guerre
Titulaire de son brevet militaire de parachutiste, en 1945, il est promu chef d’escadrons de l’armée blindée.
En 1947, il intègre l’École de guerre à Paris, VIIIe promotion, pour suivre une formation complémentaire. L’année suivante il est promu officier de la Légion d’honneur.
Le colonel de Quénetain est d’août 1954 à  janvier 1956, nommé chef de corps du 1er régiment de hussards parachutistes (ou 1er RHP) à Tarbes. En 1956, il reçoit le diplôme de la médaille commémorative des opérations de sécurité et de maintien de l’ordre en Afrique du Nord  En 1957, il est promu commandeur de la Légion d’honneur.
De 1958 à 1959, il est directeur de l’École d’état-major et est responsable des XIXe promotion, 1957-1958, et XXe promotion, 1958-1959. Après avoir été auditeur de la XIIe session de l’Institut des hautes études de défense nationale-IHEDN- de 1959 à 1960, il part pour l’Algérie.

### Guerre d'Algérie
De 1961 à 1962, il est en Algérie où il est nommé chef d’état-major du général Roger Noiret, Constantine, puis il est commandant de l’arme blindée et de la cavalerie, dans le secteur d’Azazga. Lors du putsch des généraux en 1961, il s'oppose aux généraux rebelles.

### Fin de carrière
Nommé général de brigade, il est commandant de la 2 é Brigade Blindée à Sarreburg, de 1962 à janvier 1964.
Puis en tant que général de division, il est, de 1964-1967, inspecteur des troupes aéroportées et amphibies à Paris.
Il est nommé chef du gouvernement militaire français  de Berlin et commandant du secteur français de Berlin de 1967 à 1970, poste auquel il succède au général François Binoche.
Il est promu grand officier de la Légion d’honneur; cette décoration lui est remise par monsieur Georges Pompidou, président de la République, dans la cour de l’hôtel des Invalides à Paris, le 18 septembre 1971.

## Distinctions

### Décorations
|  |  |

#### Intitulés
- Grand-officier de la Légion d'honneur
- Croix de guerre 1939-1945

### Citations à l'ordre de l'Armée
- 12 novembre 1939 - Citation à l’ordre de la IVe armée.
- 22 juin 1940 - Citation à l’ordre  de l’armée.
- 26 janvier 1944 - Citation à l’ordre de la division, avec remise de la Croix de guerre avec étoile d’argent.
- 28 juin 1944 - Citation à l’ordre de l’armée avec remise de la Légion d’honneur.
- 2 juin 1944 - Citation à l’ordre de l’armée.
- Citation à l’ordre de l’armée, n° 450, col du bonhomme.
- Citation à l’ordre de l’armée, n° 935.
- 12 novembre 1939 – Croix de guerre avec palme.
- 22 septembre 1944 - Citation à l’ordre de l’armée, avec remise de la croix de guerre avec palme.
- 24 février 1962 - Citation à l’ordre de l’armée, avec croix de la Valeur militaire avec palmes.

### Citations à l'ordre de l'Armée de son régiment
- 25 mars 1944 - Citation à l’ordre de l’armée, avec remise de la croix de guerre avec palme.
- août 1944 - Citation à l’ordre de l’armée,  3e escadron.
- 27 janvier 1945 - Citation à l’ordre de l’armée, par le général De Gaulle.
- 1er octobre 1945 - Citation à l’ordre de l’armée, par le général De Gaulle.
- 25 mars 1944 - 3e régiment de spahis de reconnaissance - Italie - Bataille de Cappezzatte, San Groce, Majo, Mont Pile, Ligne "Gustave", San Elia, Casale Marino.

## Publication
- Bertrand Huchet de Quénetain - Souvenirs de guerre, avec Benoît Puga (préf.), avec Christophe Huchet de Quénetain (postf.),  Paris, 2022,  (ISBN 9782494716001).